# Hans Willikens
Hans Willikens (* 1880; † nach 1945) war ein preußischer Offizier und Landrat im Kreis Alfeld.

## Leben
Willikens diente im Ersten Weltkrieg als Hauptmann und Kommandeur der Feldluftschifferabteilung Nr. 6. Später wirkte er als Referent für die Luftschiffertruppe beim Kommandierenden General der Luftstreitkräfte. 1918 ernannte man ihn zum Stabsoffizier der Inspektion der Luftschiffertruppe. 1920 verließ er als Major die Reichswehr und war dann im väterlichen Betrieb kaufmännisch tätig. 1927 wurde Willikens Mitglied der NSDAP und amtierte als Gaugeschäftsführer für das Gau Südhannover-Braunschweig. Seit 1933 wirkte er vertretungsweise bzw. ab dem 22. September 1933 als kommissarischer Verwalter und ab 1. November 1933 definitiv als Landrat des Landratsamtes Alfeld.